# Igrzyska Wspólnoty Narodów 1986
     państwa debiutujące
     państwa, które brały już udział w Igrzyskach

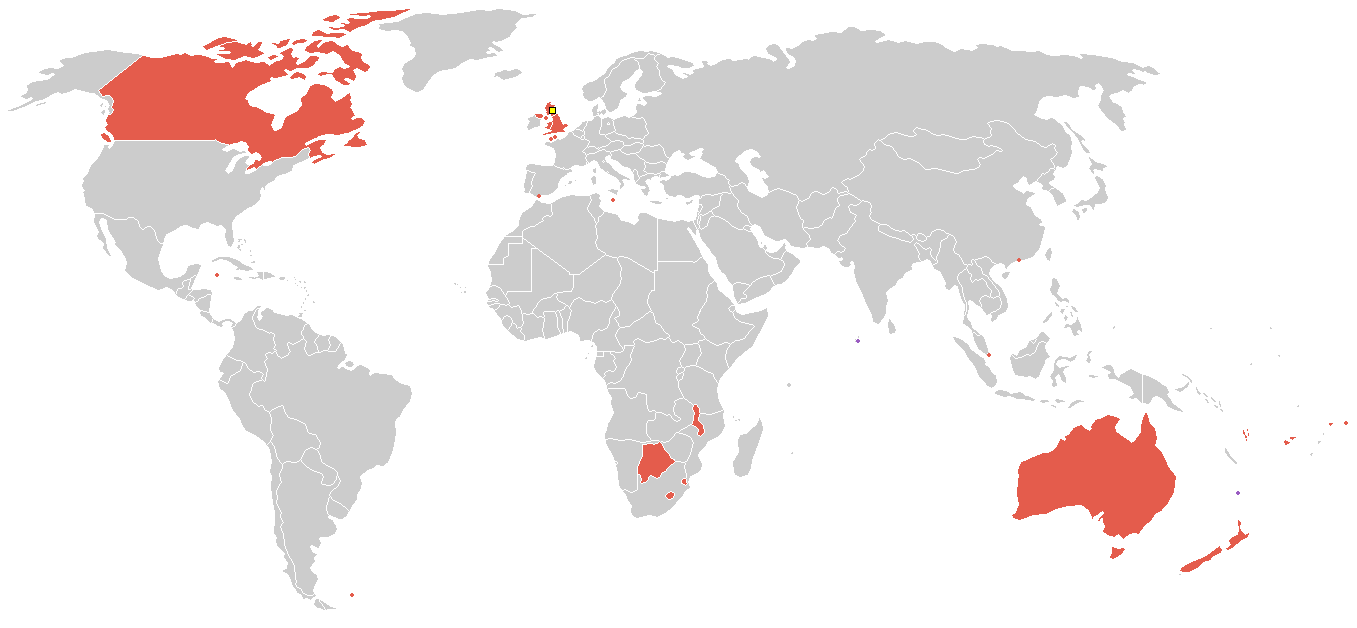
Państwa biorące udział w Igrzyskach Wspólnoty Narodów w 1986 roku:
państwa debiutujące
państwa, które brały już udział w Igrzyskach

Igrzyska Wspólnoty Narodów 1986 odbyły się po raz drugi w historii w Edynburgu, stolicy Szkocji. Impreza trwała od 24 lipca do 2 sierpnia 1986 roku. Igrzyska Wspólnoty Narodów w 1986 roku zostały zbojkotowane przez 32 reprezentacje państw afrykańskich, azjatyckich i środkowoamerykańskich. Powodem bojkotu był sprzeciw postawie państwom Wspólnoty Narodów (głównie Wielkiej Brytanii) na sytuację w Republice Południowej Afryki. W Igrzyskach wzięło udział 1662 sportowców z tylko 26 narodowych reprezentacji, w tym dwóch debiutanckich. Zadebiutowały:
- Malediwy
- Wyspa Norfolk

W kalendarzu Igrzysk znalazło się dziesięć dyscyplin sportowych. Te dyscypliny to: badminton, boks, kolarstwo, kręglarstwo, lekkoatletyka, pływanie, podnoszenie ciężarów, strzelectwo, wioślarstwo i zapasy.
Około 88% spośród wszystkich zdobytych złotych medali wywalczyli reprezentanci Anglii, Australii i Kanady, którzy dzięki absencji wielu reprezentacji zdominowali Igrzyska.
Pierwszy w historii medal na Igrzyskach Wspólnoty Narodów dla reprezentacji Botswany zdobyła Flora Anderson, która zajęła trzecie miejsce w kręglarstwie kobiet, co dało jej brązowy medal.
Podczas Igrzysk w Edynburgu padło kilkadziesiąt rekordów imprezy, oto niektóre spośród nich:
| dyscyplina sportowa | konkurencja                         | zawodnik/drużyna               | wynik       |
| lekkoatletyka       | chód na 30 km (M)                   | Simon Baker, Australia         | 2:07,47 h   |
|                     | bieg na 800 m (M)                   | Steve Cram, Anglia             | 1:43,22 min |
|                     | dziesięciobój (M)                   | Daley Thompson, Anglia         | 8663 pkt.   |
|                     | rzut oszczepem (K)                  | Theresa Ione Sanderson, Anglia | 69,8 m      |
| kolarstwo           | jazda na 168 km (M)                 | Paul Curran, Anglia            | 4:08,50 h   |
| wioślarstwo         | czwórki + sternik (M)               | Anglia                         | 6:08,13 min |
|                     | czwórki + sternik (K)               | Kanada                         | 6:50,13 min |
|                     | czwórki (M)                         | Kanada                         | 6:00,56 min |
|                     | dwójki (M)                          | Anglia                         | 6:40,48 min |
|                     | dwójki (K)                          | Kanada                         | 7:34,51 min |
| pływanie            | 400 m stylem dowolnym (K)           | Sarah Hardcastle, Anglia       | 4:07,68 min |
|                     | pływanie synchroniczne, dwójki (K)  | Kanada                         | 199,54 pkt. |
|                     | pływanie synchroniczne, jedynki (K) | Sylvie Frechette, Kanada       | 199,5 pkt.  |

Klasyfikacja medalowa
| Miejsce | Kraj              |    |    |    | Razem |
| 1.      | Anglia            | 52 | 43 | 49 | 144   |
| 2.      | Kanada            | 51 | 35 | 31 | 117   |
| 3.      | Australia         | 40 | 46 | 35 | 121   |
| 4.      | Nowa Zelandia     | 8  | 16 | 14 | 38    |
| 5.      | Walia             | 6  | 5  | 11 | 22    |
| 6.      | Szkocja           | 3  | 12 | 18 | 30    |
| 7.      | Irlandia Północna | 2  | 4  | 9  | 15    |
| 8.      | Man               | 1  | 0  | 0  | 1     |
| 9.      | Guernsey          | 0  | 2  | 0  | 2     |
| 10.     | Hongkong          | 0  | 1  | 2  | 3     |
| 11.     | Suazi             | 0  | 1  | 0  | 1     |
| 12.     | Malawi            | 0  | 0  | 2  | 2     |
| 13.     | Botswana          | 0  | 0  | 1  | 1     |
| 13.     | Jersey            | 0  | 0  | 1  | 1     |
| 13.     | Singapur          | 0  | 0  | 1  | 1     |

## Dyscypliny
- Judo  (szczegóły)
- Lekkoatletyka  (szczegóły)
- Zapasy  (szczegóły)